# Borough Market

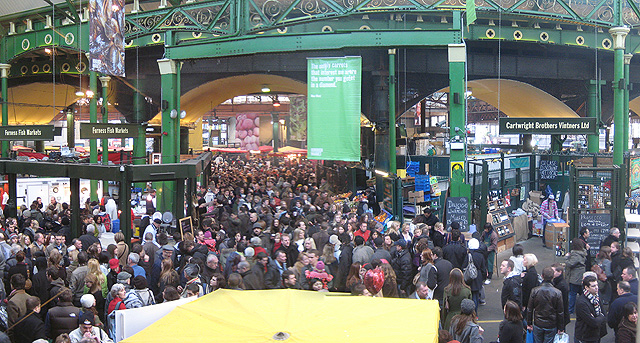
Borough Market op een drukke zaterdag

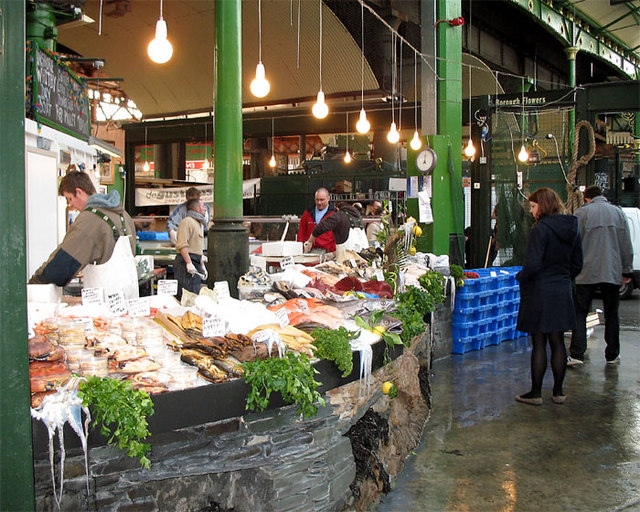
Visstand

Borough Market is een gedeeltelijk overdekte markt in de borough Southwark, op de rechteroever van de Theems, zowel voor de groothandel als voor particulieren. Het is hoofdzakelijk een voedselmarkt, maar er worden ook andere waren, zoals bloemen, verkocht. Het is een van de oudste en grootste voedselmarkten van Londen. De markt is buiten zondag dagelijks open. Elke weekdag van 2u 's ochtends tot 8u voor professionele aankopers, overdag van woensdag tot en met zaterdag voor alle publiek.
De markt is gevestigd in het centrum van Londen, aan de zuidelijke toegang van London Bridge nabij de metrohalte London Bridge en vlak bij de kathedraal van Southwark.
Men beweert dat de markt ontstond in 1014 of nog eerder, de eerste historische bronnen die het bestaan van de markt bevestigen dateren van 1276. De huidige gebouwen waarin de markt doorgaat zijn uit 1851.
Op 3 juni 2017 was de markt een van de misdaadplaatsen tijdens de aanslag in Londen op 3 juni 2017.